# Kamil Herzyk
Kamil Herzyk (* 14. April 2004) ist ein polnischer Leichtathlet, der sich auf den Langstreckenlauf spezialisiert hat.

## Sportliche Laufbahn
Erste internationale Erfahrungen sammelte Kamil Herzyk bei den Crosslauf-Europameisterschaften 2022 in Turin, bei denen er nach 18:47 min auf den 46. Platz im U20-Rennen gelangte. Im Jahr darauf belegte er bei den U20-Europameisterschaften in Jerusalem in 8:49,84 min den fünften Platz im 3000-Meter-Lauf und im Dezember wurde er bei den Crosslauf-Europameisterschaften in Brüssel in 20:27 min Siebter in der Mixed-Staffel. Bei den Crosslauf-Europameisterschaften 2024 in Antalya erreichte er nach 18:50 min den elften Platz im U23-Rennen und im Jahr darauf wurde er bei der 1. Liga der Team-Europameisterschaft in Madrid in 13:51,91 min Siebter im 5000-Meter-Lauf. Anschließend belegte er bei den U23-Europameisterschaften in Bergen in 13:46,73 min den vierten Platz.
2024 wurde Herzyk polnischer Meister im 5000-Meter-Lauf.

## Persönliche Bestleistungen
- 1500 Meter: 3:39,74 min, 7. Juni 2025 in Oleśnica
  - 1500 Meter (Halle): 3:40,28 min, 1. Februar 2025 in Spała
  - 3000 Meter (Halle): 7:49,82 min, 9. Februar 2025 in Breslau
- 5000 Meter: 13:31,72 min, 14. Juni 2025 in Danzig